# Einstein-tenzor
A differenciálgeometriában az Einstein-tenzort (fordított Ricci-tenzornak is hívják) arra használják, hogy alkalmazásával kifejezzék a Riemann-sokaság görbültségét. Az általános relativitáselméletben az Einstein-tenzor az Einstein-féle gravitációs téregyenleteknél fordul elő, melyek az energiával kapcsolatos megfontolásokkal konzisztens módon írják le a téridő görbültségét.

## Meghatározás
Az Einstein-tenzor ({\displaystyle \mathbf {G} }) egy másodrendű tenzor a Riemann-sokaságban.
Indexmentes kifejezéssel:
{\displaystyle \mathbf {G} =\mathbf {R} -{\frac {1}{2}}\mathbf {g} R,}
ahol {\displaystyle \mathbf {R} } a Ricci-tenzor, {\displaystyle \mathbf {g} } a metrikus tenzor és {\displaystyle R} a skalár görbület. Komponens formában kifejezve az előző egyenlet:
{\displaystyle G_{\mu \nu }=R_{\mu \nu }-{1 \over 2}g_{\mu \nu }R.}
Az Einstein-tenzor szimmetrikus:
{\displaystyle G_{\mu \nu }=G_{\nu \mu }\,}
és az energia-impulzus tenzorhoz hasonlóan divergenciamentes
{\displaystyle G^{\mu \nu }{}_{;\nu }=0\,.}

## Explicit kifejezés
A Ricci-tenzor csak a metrikus tenzortól függ, így az Einstein-tenzort közvetlenül a metrikus tenzorral lehet definiálni. Azonban ez a kifejezés komplex, és ritkán használják. Ennek a kifejezésnek a komplexicitása jól látható, ha a Ricci-tenzort a Christoffel-szimbólumokkal fejezzük ki:
{\displaystyle {\begin{aligned}G_{\alpha \beta }&=R_{\alpha \beta }-{\frac {1}{2}}g_{\alpha \beta }R\\&=R_{\alpha \beta }-{\frac {1}{2}}g_{\alpha \beta }g^{\gamma \zeta }R_{\gamma \zeta }\\&=(\delta _{\alpha }^{\gamma }\delta _{\beta }^{\zeta }-{\frac {1}{2}}g_{\alpha \beta }g^{\gamma \zeta })R_{\gamma \zeta }\\&=(\delta _{\alpha }^{\gamma }\delta _{\beta }^{\zeta }-{\frac {1}{2}}g_{\alpha \beta }g^{\gamma \zeta })(\Gamma _{\gamma \zeta ,\epsilon }^{\epsilon }-\Gamma _{\gamma \epsilon ,\zeta }^{\epsilon }+\Gamma _{\epsilon \sigma }^{\epsilon }\Gamma _{\gamma \zeta }^{\sigma }-\Gamma _{\zeta \sigma }^{\epsilon }\Gamma _{\epsilon \gamma }^{\sigma }),\end{aligned}}}
ahol {\displaystyle \delta _{\beta }^{\alpha }} a Kronecker-tenzor és a Christoffel-szimbólum {\displaystyle \Gamma _{\beta \gamma }^{\alpha }} meghatározása:
{\displaystyle \Gamma _{\beta \gamma }^{\alpha }={\frac {1}{2}}g^{\alpha \epsilon }(g_{\beta \epsilon ,\gamma }+g_{\gamma \epsilon ,\beta }-g_{\beta \gamma ,\epsilon }).}
Egy lokális közeli pont speciális esetében, a metrikus tenzor első deriváltjai eltűnnek, és az Einstein-tenzor komponens formája jelentős mértékben egyszerűsödik:
{\displaystyle {\begin{aligned}G_{\alpha \beta }&=g^{\gamma \mu }{\bigl [}g_{\gamma [\beta ,\mu ]\alpha }+g_{\alpha [\mu ,\beta ]\gamma }-{\frac {1}{2}}g_{\alpha \beta }g^{\epsilon \sigma }(g_{\epsilon [\mu ,\sigma ]\gamma }+g_{\gamma [\sigma ,\mu ]\epsilon }){\bigr ]}\\&=g^{\gamma \mu }(\delta _{\alpha }^{\epsilon }\delta _{\beta }^{\sigma }-{\frac {1}{2}}g^{\epsilon \sigma }g_{\alpha \beta })(g_{\epsilon [\mu ,\sigma ]\gamma }+g_{\gamma [\sigma ,\mu ]\epsilon }),\end{aligned}}}
ahol a szögletes zárójel konvencionálisan az antiszimmetrikus tenzorra utal:
{\displaystyle g_{\alpha [\beta ,\gamma ]\epsilon }\,={\frac {1}{2}}(g_{\alpha \beta ,\gamma \epsilon }-g_{\alpha \gamma ,\beta \epsilon }).}

## Nyom
Az Einstein-tenzor nyoma kiszámítható a metrikus tenzor ({\displaystyle g^{\mu \nu }}) definíciója egyenletének összevonásával:
{\displaystyle n} dimenzióban:
{\displaystyle {\begin{aligned}g^{\mu \nu }G_{\mu \nu }&=g^{\mu \nu }R_{\mu \nu }-{1 \over 2}g^{\mu \nu }g_{\mu \nu }R\\G&=R-{1 \over 2}(nR)\\G&={{2-n} \over 2}R\end{aligned}}}
A 4 dimenzió speciális esete adja a {\displaystyle G\,}-t, az Einstein-tenzor nyoma, mint a negatív {\displaystyle R\,}, a Ricci-tenzor nyoma.
Így az Einstein-tenzor másik neve a fordított nyomú Ricci-tenzor.

## Felhasználása az általános relativitáselméletben
Az Einstein-tenzor lehetővé teszi, hogy az Einstein-egyenleteket (a csillagászati állandó nélkül) tömörebb formában lehessen kifejezni:
{\displaystyle G_{\mu \nu }={\frac {8\pi G}{c^{4}}}T_{\mu \nu }.}
mely a geometria egységrendszerben:
{\displaystyle G_{\mu \nu }=8\pi \,T_{\mu \nu }.}
Az Einstein-tenzor explicit formáját tekintve az Einstein-tenzor a metrikus tenzor egy nemlineáris függvénye, a második parciális deriváltja lineáris.
Mint egy szimmetrikus másodrendű tenzornak, az Einstein-tenzornak 10 független komponense van egy 4 dimenziós térben. Ebből következik, hogy az Einstein-egyenletek 10 kvázilineáris másodrendű parciális differenciálegyenletet jelentenek a metrikus tenzornak.
A Bianchi-azonosságot szintén egyszerűen lehet kifejezni az Einstein-tenzor segítségével:
{\displaystyle \nabla _{\mu }G^{\mu \nu }=0.}